# Betty (Taylor Swift)
Betty è un singolo della cantante statunitense Taylor Swift, pubblicato il 17 agosto 2020 come terzo estratto dall'ottavo album in studio Folklore.

## Descrizione
Quattordicesima traccia dell'album, Betty è stata scritta dalla stessa cantante con William Bowery, e prodotto da Aaron Dessner, Jack Antonoff e Swift.

## Tracce
Download digitale – Live from the 2020 Academy of Country Music Awards
1. Betty (Live from the 2020 Academy of Country Music Awards) – 5:12

## Formazione
Musicisti
- Taylor Swift – voce
- Jack Antonoff – batteria, percussioni, basso, chitarra acustica, chitarra elettrica, organo, mellotron
- Aaron Dessner – percussioni, pianoforte, basso, chitarra elettrica
- Mikey Freedom – mellotron, pedal steel guitar, Wurlitzer, clavicembalo, vibrafono, chitarra elettrica
- Evan Smith – sassofono, clarinetto
- Josh Kaufman – chitarra elettrica, lap steel guitar

Produzione
- Aaron Dessner – produzione, registrazione
- Jack Antonoff – produzione, registrazione
- Taylor Swift – produzione
- Laura Sisk – registrazione
- Jonathan Low – registrazione
- John Hanes – ingegneria del suono
- John Rooney – assistenza all'ingegneria del suono
- Randy Merrill – mastering
- Șerban Ghenea – missaggio

## Successo commerciale
Betty ha esordito alla 6ª posizione della Hot Country Songs con 3 000 copie vendute, 14,5 milioni di riproduzioni streaming e un'audience radiofonica pari a 516 000 ascoltatori, diventando la ventiduesima top ten di Taylor Swift. Ha segnato il debutto più alto nella classifica da Beautiful Crazy di Luke Combs e, tra i brani femminili, da Meant to Be di Bebe Rexha.

## Classifiche
| Classifica (2020) | Posizione massima |
| ----------------- | ----------------- |
| Australia         | 22                |
| Canada            | 32                |
| Irlanda           | 88                |
| Portogallo        | 150               |
| Singapore         | 22                |
| Stati Uniti       | 42                |